# Manuel Serrano (pintor mexicano)
Manuel González Serrano (Lagos de moreno, Jalisco, 14 de junio de 1917 - 17 de enero de 1960) fue un pintor costumbrista del siglo XX.

## Biografía
Manuel González Serrano fue hijo de la alta burguesía criolla de la ciudad alteña. Su padre fue Dionisio González Esteves y su madre, Ana María Serrano y Tello de Orozco. Serrano cursó sus estudios básicos en Jalisco, y gracias a su madre, pintora, aprendió el oficio.
Manuel González Serrano falleció el 17 de enero de 1960 en las calles de La Merced, a consecuencia del alcoholismo.

## Obras principales
Las obras de Manuel Serrano recibieron influencia de personalidades como Marcel Duchamp, Edvard Munch, Giorgio de Chirico, Odilon Redon y Gustave Moreau. En la segunda mitad del siglo XX, ya contaba con más de 600 obras, de las cuales destacan:
1. Un charro
2. Los chinacos, óleo sobre lienzo,  41.9 X 33.7 cm.
3. Cacería del venado
4. Jugando al tresillo
5. Los tacos de mole
6. La china pulquera
7. La venta de buñuelos
8. La  cocina
9. La catedral de México